# Estrid Ericson

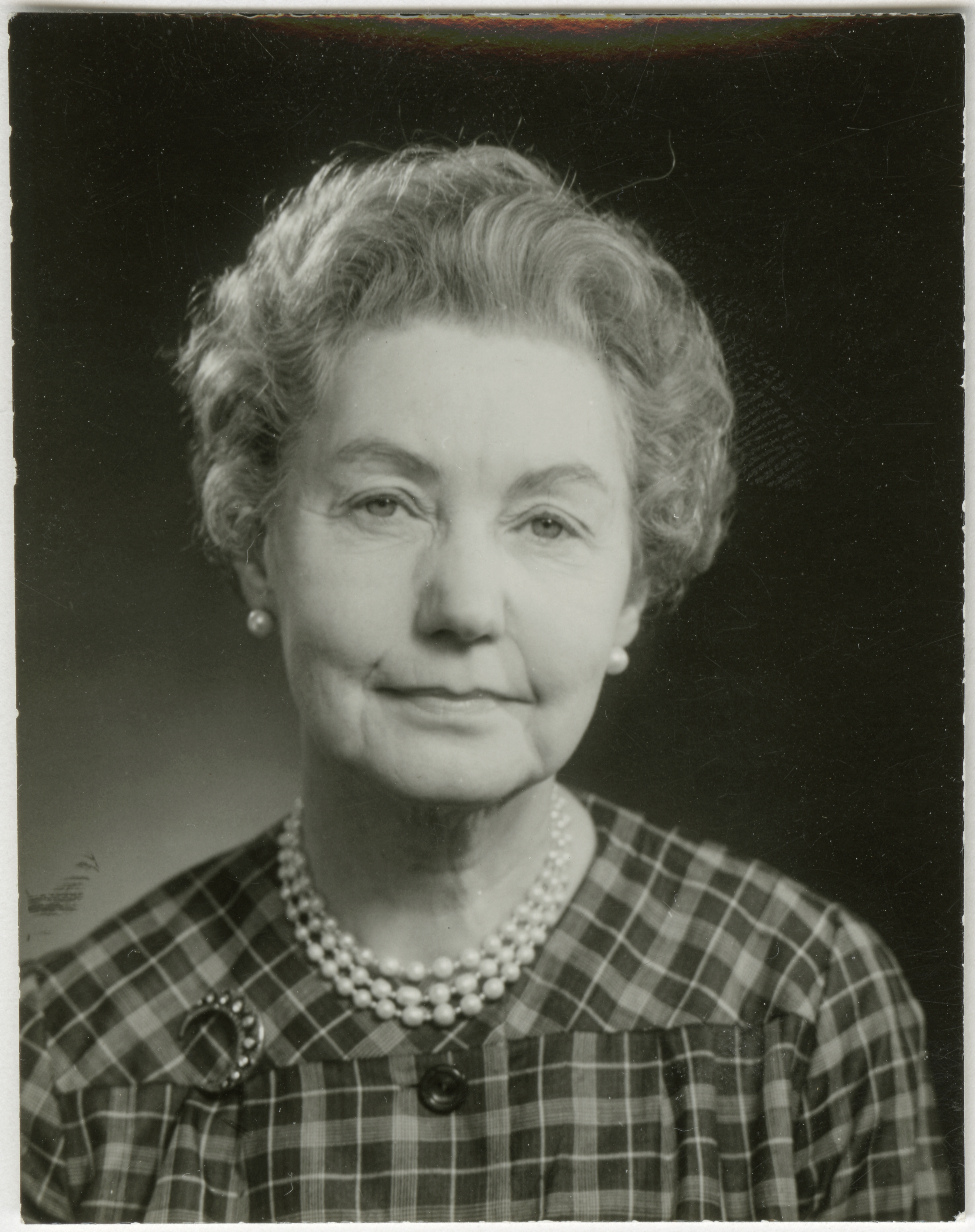
Designerin, Unternehmerin und Gründerin des Inneneinrichtungsunternehmens Svenskt Tenn: Estrid Ericson.

Estrid Maria Ericson (* 16. September 1894 in Öregrund, Schweden; † 1. Dezember 1981 in Stockholm) war eine schwedische Designerin.
Estrid Ericson, in Hjo aufgewachsen, war an der Technischen Schule in Stockholm ausgebildete Kunstlehrerin, die 1924 die schwedische Design-Firma Svenskt Tenn gegründet hat. Verheiratet war sie mit Sigfrid Ericson, Seekapitän und Kapitän der Swedish America Line (SAL). Das Interieur ihres in Tyresö gelegenen Wochenendhauses (»Tolvekarna«, d. h. zwölf Eichen) gestaltete ihr Geschäftspartner Josef Frank. Frank erweiterte das 1941 von Ericson erworbene, kleine Haus mit Veranda auch um einen Gebäudeflügel. 1979 wurde ihr eine Medaille Seiner Majestät des Königs für lange und treue Dienste verliehen.